# 천국의 사도 조단
《천국의 사도 조단》(Here Comes Mr. Jordan)은 미국에서 제작된 알렉산더 홀 감독의 1941년 판타지, 코미디, 멜로/로맨스 영화이다. 로버트 몽고메리 등이 주연으로 출연하였고 에버렛 리스킨 등이 제작에 참여하였다.
영화 대본은 해리 세걸의 1938년 희곡 Heaven Can Wait(원제: It was Like This)에 기반을 둔다.

## 출연

### 주연
- 로버트 몽고메리
- 에블린 키예스

### 조연
- 클로드 레인스
- 리타 존슨
- 제임스 글리슨
- 에드워드 에버렛 홀튼
- 존 에머리
- 도널드 맥브라이드
- 돈 코스텔로
- 할리웰 홉스
- 베니 루빈

## 기타
- 원작자: 해리 시겔
- 미술: 리오넬 뱅스
- 의상: 에디스 헤드